# Terme della Rotonda
Le Terme della Rotonda sono uno dei numerosi complessi termali della Catania romana. Costruite tra il I ed il II secolo d.C., esse sorgono a poca distanza dal teatro romano e dall'odeon. In epoca bizantina, sui ruderi delle terme sorse la Chiesa di Santa Maria della Rotonda, che preserva ancora al proprio interno affreschi medievali e barocchi di pregevole fattura. 

## Etimologia
Il nome Rotonda deriva dalla singolare struttura architettonica della chiesa, formata da una grande cupola a tutto sesto circondata da contrafforti e posta su un edificio a perimetro quadrato all'interno del quale è ricavata un'aula circolare. L'edificio è spesso indicato col toponimo de La Rotonda (o La Ritonda) nelle vedute cittadine del Cinquecento e del Seicento. Diversi antiquari secenteschi (Giovanni Battista de Grossis e Ottavio D'Arcangelo, tra gli altri) si riferiscono all'edificio anche con il nome di Pantheon. Fino al XVIII secolo, in effetti, era diffusa l'opinione, in realtà infondata, che la cupola della Rotonda fosse servita da modello per il celebre edificio romano.

## Storia
Secondo recenti studi, frutto di campagne di scavo condotte nel 2004-2008 e nel 2015, la struttura termale, sorta in un'area già frequentata nell'Eneolitico iniziale, risalirebbe nel suo primitivo impianto al I-II secolo d.C. Ingrandita nel corso del III secolo d.C. (epoca di notevole arricchimento per la città di Catania) la struttura venne poi abbandonata e trasformata in chiesa in epoca bizantina, verso la fine del VI d.C. Insieme alla Cappella Bonajuto, La Rotonda rappresenta dunque una delle pochissime tracce della Catania bizantina. 
Probabilmente dedicato al culto della Madonna sin dal suo sorgere, l'edificio di culto venne orientato originariamente in senso nord-sud. Dal IX secolo, a ridosso della chiesa e tra le rovine delle terme, sorse un'ampia area cimiteriale destinata ad essere intensamente utilizzata fino al XVI secolo. Al terremoto del 1169, che danneggiò il presbiterio bizantino, risalgono il cambio di orientamento (da nord-sud a est-ovest), l'apertura dell'ingresso con portale ad ogiva e la realizzazione di un'abside ad esso contrapposta. La chiesa venne successivamente adeguata a cappella funebre per figure di rango elevato, ed è stato ipotizzato che possa provenire proprio dalla Rotonda il monumento funebre trecentesco di Federico Maletta oggi conservato al Museo Civico di Castello Ursino. Nel Cinquecento, con la realizzazione di un nuovo ingresso con portale rinascimentale, l'orientamento tornò ad essere nel senso nord-sud. 

Una prima menzione dell'edificio si trova in alcuni frammenti dell'opera di Lorenzo Bolano sulle antichità di Catania riportati dal Carrera nelle sue Memorie historiche della città di Catania. Ottavio D'Arcangelo lo cita nei suoi manoscritti del 1633 e nota che «è a tutta volta fabbricata tanto la cupola maggiore quanto le otto in forma di cappellette che vi sono attorno in figura quadra». L'edificio fu a lungo ritenuto il più antico tempio cristiano di Catania, e comune era la credenza che l'edificio fosse già stato consacrato alla Madonna nel 44 d.C. In epoca moderna, come già accennato, molti storici lo credettero un Pantheon pagano 'a tutti i Numi consacrato'. Tale tradizione, seppur errata, mantenne per quasi tre secoli il suo fascino, almeno fino a D'Orville e agli studi del Principe di Biscari, che per primo identificò l'edificio quale ambiente termale di epoca romana. Come si evince da un passo del Viaggio per tutte le antichità della Sicilia, il Principe di Biscari credette, per la precisione, che le terme della Rotonda facessero parte di un vastissimo complesso comprendente anche le terme di Piazza Dante:
Trovandosi il Viaggiatore in questo sito poco lontano scoprirà un'antica robusta fabbrica, convertita in uso di Chiesa sotto titolo di S. Maria della Rotonda, prendendo tal nome dalla circolare sua figura. Si accorgerà facilmente il medesimo, che questo edificio era Ottagono nella sua pianta, che sostenea la cupola circolare; e che ne' lati era aperto con più archi, che oggi restano chiusi, riducendolo esternamente in figura quadrata. Dalla parte, dov'è oggi l'Altar Maggiore, era attaccato ad altra fabbrica di maggior estensione. La sua situazione fa credermi essere questo una parte delle vaste Terme; di cui rovinati residui restano sepolti la maggior parte nella Piazza avanti il Monasterio de' PP. Benedettini, ed altresì a queste credo appartenere una stanza a volta circondata da un acquedotto, che si osserva oggi attaccata alla Chiesa de' PP. Minoriti sotto il titolo della Concezione servendosene di Cappella dedicata a S. Cataldo.

I bombardamenti aerei del 1943 devastarono la vicina chiesa di Santa Maria della Cava, risalente al Settecento, e causarono numerosi danni anche alla Rotonda stessa (andarono perdute, ad esempio, le merlature del prospetto meridionale ancora visibili in diverse fotografie degli anni '30). Tra gli anni quaranta e cinquanta vennero quindi effettuati alcuni lavori di consolidamento delle strutture. La direzione dei lavori fu affidata a Guido Libertini, che non risparmiò però né le strutture ecclesiastiche né alcuni preziosi affreschi pur di mettere in luce le strutture romane. Libertini suggerì la seguente cronologia:

Acquerello di Jean Houel (1776-77) rappresentante la struttura nei tre periodi, romano (presunto - a destra), medioevale (al centro) e moderno (idelizzato - in primo piano).

- un livello ellenistico-romano con i resti delle sue costruzioni termali, oggi meglio identificato con le strutture del I secolo;
- un rimaneggiamento di età imperiale che diede all'ambiente la forma circolare del calidarium - in realtà la struttura circolare risale all'epoca bizantina;
- un altro rimaneggiamento di età romana più tarda;
- il pavimento bizantino;
- alcune trasformazioni di età medievale;
- la sistemazione più recente che risale al XVII o al XVIII secolo.

Tra il 2004 e il 2008 l'edificio e l'area ad esso adiacente furono interessati da un nuovo ciclo di scavi volti a preservare e studiare la struttura e ad assicurarne la fruibilità. Durante questa campagna di scavo furono rinvenute numerose tombe, e fu possibile identificare con certezza nove ambienti termali ed ipotizzarne molti altri al di sotto delle vicine Via Rotonda e Via della Mecca. Vennero inoltre messi in luce l'abside di età sveva e diversi affreschi precedentemente coperti da un anonimo intonaco monocromo. Oltre a rivelare le diverse fasi di vita dell'edificio, i lavori hanno anche permesso il riconoscimento del ciclo di pitture che decoravano gli interni della chiesa, riconducendo a datazioni più corrette quelle più antiche. Nel 2015 è stato espropriato e sottoposto a scavi e restauri tutto l'isolato a nord della chiesa, anch'esso danneggiato dai bombardamenti del 1943. Durante questa campagna di lavori, che hanno liberato la visuale della cupola dal lato nord, permettendone la vista da via dei Gesuiti, sono stati messi in luce un imponente castellum aquae collegato ad un ramo dell'acquedotto romano di Catania e trasformato in edificio al servizio della chiesa verso la fine del VI secolo, ed una corte quadrangolare circondata da esedre che costituiva l'originario ingresso alla Rotonda di epoca romana.

## Descrizione

### Le terme romane

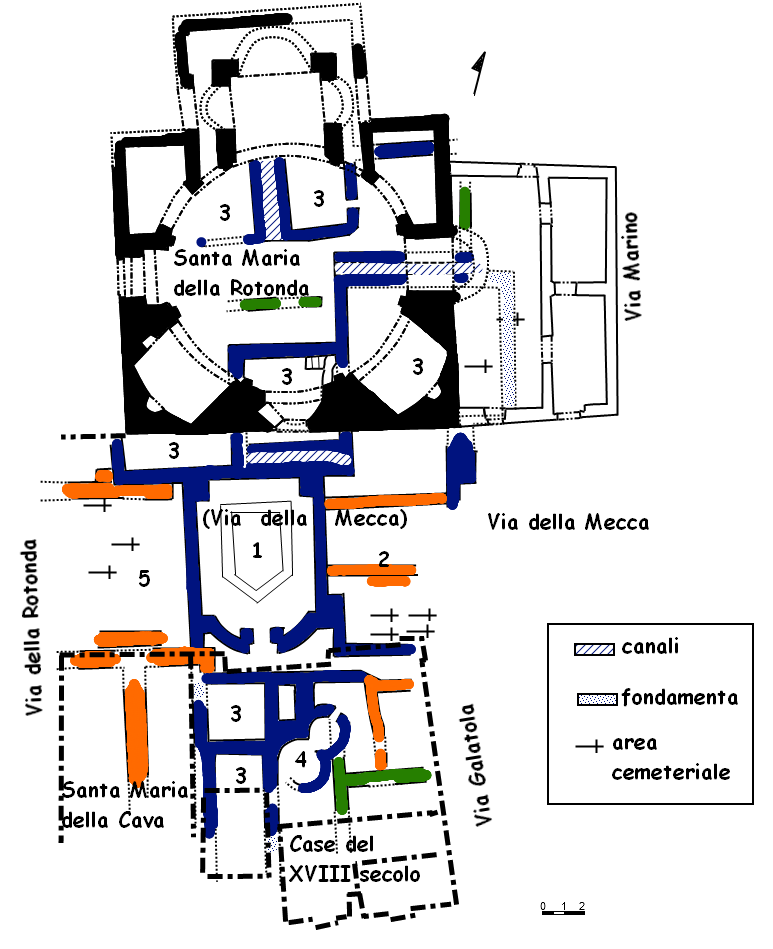
Pianta del complesso. Legenda:
verde: ruderi del primitivo impianto (I-II secolo d.C.); blu: struttura delle Terme romane di epoca antonina (monumentalizzazione del II-III secolo d.C.).
1= grande sala absidata con vasca (frigidarium)
2= grande sala ad ipocausto (calidarium)
3= ambienti (vasche?)
4= piccolo ambiente a doppio circolo ad ipocausto
5= grande area pavimentata in opus sectile
arancio: rifacimento e riduzione delle strutture in età tardoantica; nero: ambienti della chiesa di Santa Maria della Rotonda; bianco: sagrestia di fine XVIII secolo ricavata in un ambiente forse rinascimentale, oggi ingresso e area di accoglienza visitatori.

La struttura termale, sorta fra I e II secolo d.C. e più volte rimaneggiata fino alla tarda antichità, è costituita da un insieme di ambienti quadrangolari, circolari e misti, connessi tra loro. L'ambiente principale è rappresentato da una grande sala absidata orientata in direzione nord-sud (numero 1 nella planimetria a fianco). Riconducibile al primissimo impianto termale, tale ambiente fu usato probabilmente come frigidarium. Sul lato est si trova un grande ambiente ad ipocausto, caratterizzato da numerose suspensurae che, in origine, sorreggevano un pavimento a mosaico di cui si è rinvenuta qualche traccia. Identificato come calidarium, tale ambiente venne in un secondo momento suddiviso in più vani di minori dimensioni. Ad ovest della grande sala absidata si apre un vasto ambiente pavimentato con grandi lastre marmoree, su cui si rinvennero diverse tombe di epoca medievale, alcune realizzate distruggendo il pavimento stesso. A sud si aprono diversi altri ambienti appartenenti alla fase del II-III secolo: due piccole sale circolari (forse delle saune - numero 4 nell'immagine a destra) con pavimenti ad ipocausto, e un probabile tepidarium. Altri ambienti quadrangolari si trovano a nord, nell'area poi occupata dalla chiesa. Appartengono al complesso termale anche le strutture che si trovano a nord della chiesa, costituite da un imponente castellum aquae e da una corte circondata da esedre che fungeva da ingresso principale alle terme.

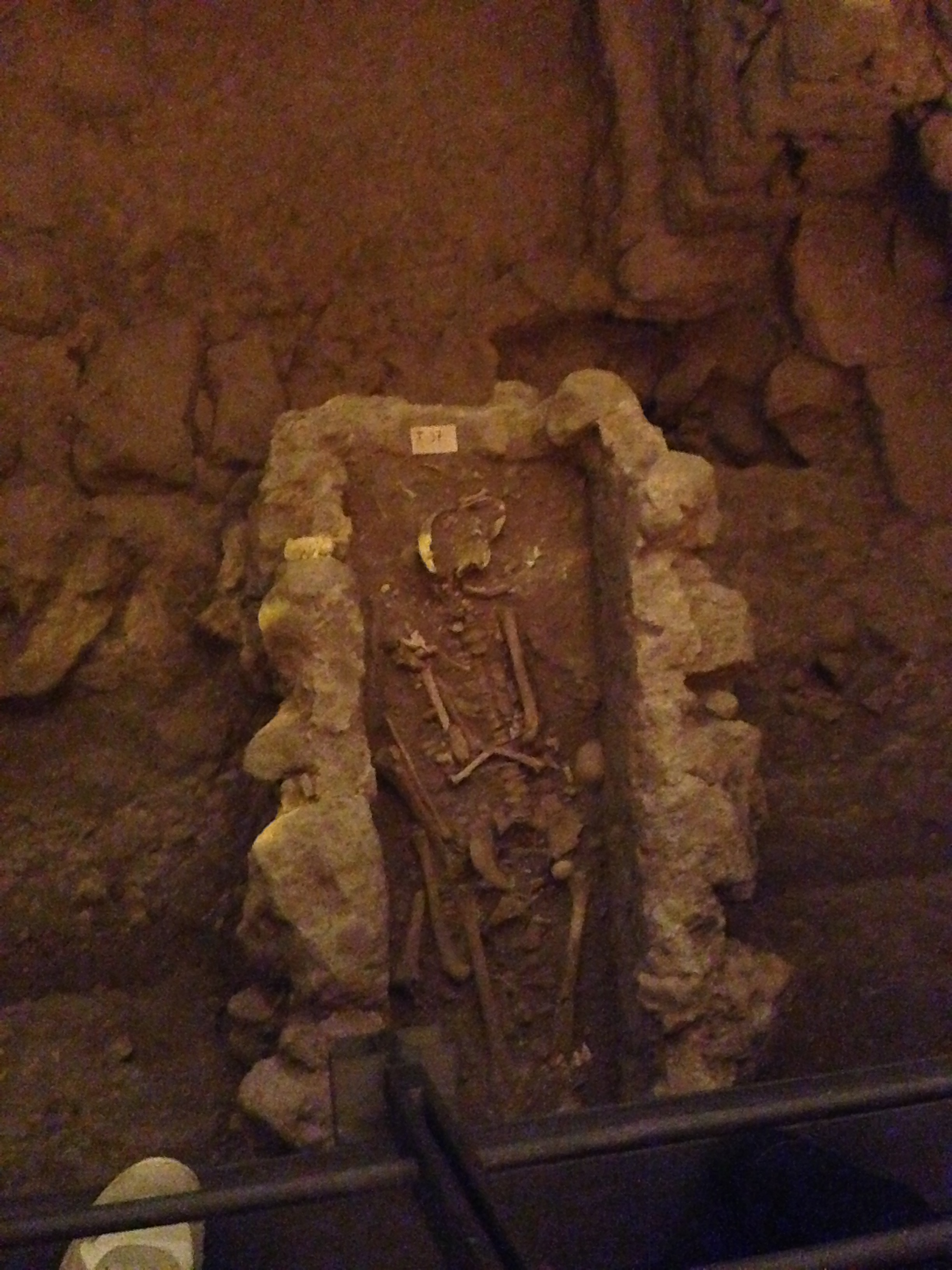
Una delle sepolture rinvenute nell'area

### Santa Maria della Rotonda
La struttura più appariscente è tuttavia quella dell'ex Basilica di Santa Maria della Rotonda, ricavata riadattando il complesso verso la fine del VI secolo. L'edificio, a pianta quadrata, presenta due ingressi - uno a sud, con un portale in calcare del Cinquecento, l'altro a ovest, con portale di stile gotico in pietra lavica del Duecento - e due aree presbiterali ad essi corrispondenti: un presbiterio in forma di triclinium, circondato da angusti corridoi che fungono da deambulacro si apre verso nord, mentre a est si apriva un piccolo catino absidale di cui rimane una porzione dell'alzato. Al centro dell'edificio quadrato si apre un ambiente circolare, del diametro di 11 metri, coperto da una cupola a tutto sesto. L'ambiente circolare è circondato da grandi arcate che danno accesso a nicchie ed esedre che fungevano da cappelle. Sopra la cupola, un lucernaio ad archetto fungeva da campanile, mentre a decorazione dell'esterno si poteva osservare fino agli anni quaranta una merlatura tutto intorno al perimetro. A est della chiesa si aprivano alcuni ambienti, usati come sagrestia, danneggiati dai bombardamenti aerei e oggi usati come atrio d'ingresso al complesso monumentale.

### Affreschi
I "restauri" effettuati da Guido Libertini intorno alla metà del secolo scorso hanno sfortunatamente causato la distruzione di buona parte degli affreschi che ricoprivano un tempo le pareti interne della Chiesa di Santa Maria della Rotonda. Ciononostante, il presbiterio conserva ancora pregevoli affreschi medievali. Nell'arco d'accesso all'abside occidentale (a sinistra, entrando nel presbiterio) sono conservati due affreschi. Il primo, a destra, rappresenta con tutta probabilità San Nicola e risale al XII secolo. Altri studi lo identificano invece, ma l'interpretazione sembra meno probabile, con San Gregorio Taumaturgo, vescovo di Neocesarea. Il secondo affresco, sulla sinistra, è certamente più tardo (XIII secolo) e rappresenta San Leone Taumaturgo, vescovo di Catania - la didascalia Ο ΑΓΙΟΣ ΛΕΟΝ, in caratteri greci, è chiaramente leggibile sulla sinistra. Sulla parete orientale del presbiterio sono invece visibili tracce di una Vergine Annunciata anch'essa del XIII secolo e frammenti di decorazioni bizantine. Nei triangoli d'imposta della cupola sono visibili affreschi barocchi (secolo XVIII) rappresentanti i Santi Pietro, Paolo, Agata, Lucia e gli Evangelisti Luca, Matteo, Marco, Giovanni. Sulle pareti che chiudevano le arcate pure vi erano diverse figure, rimosse durante i restauri degli anni '40-'50 del Novecento, delle quali sopravvive ancora l'immagine di Sant'Omobono. Alla base della cupola una lunga iscrizione anulare in latino recita:

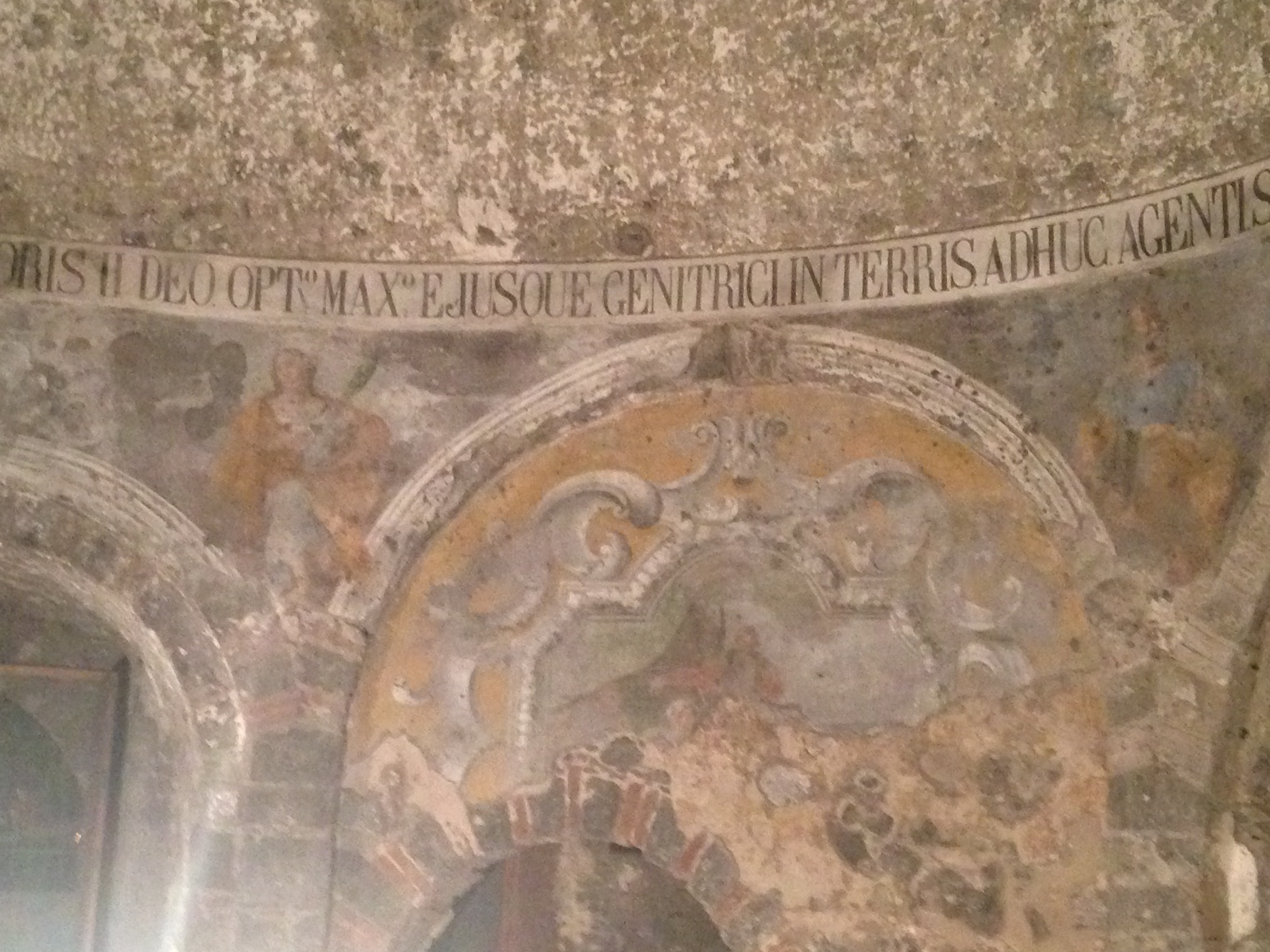
Affresco sull'arcata di nord-ovest, rappresentante Sant'Omobono; nelle due vele soprastanti si scorgono più chiaramente Sant'Agata e San Pietro.

.

## Galleria d'immagini

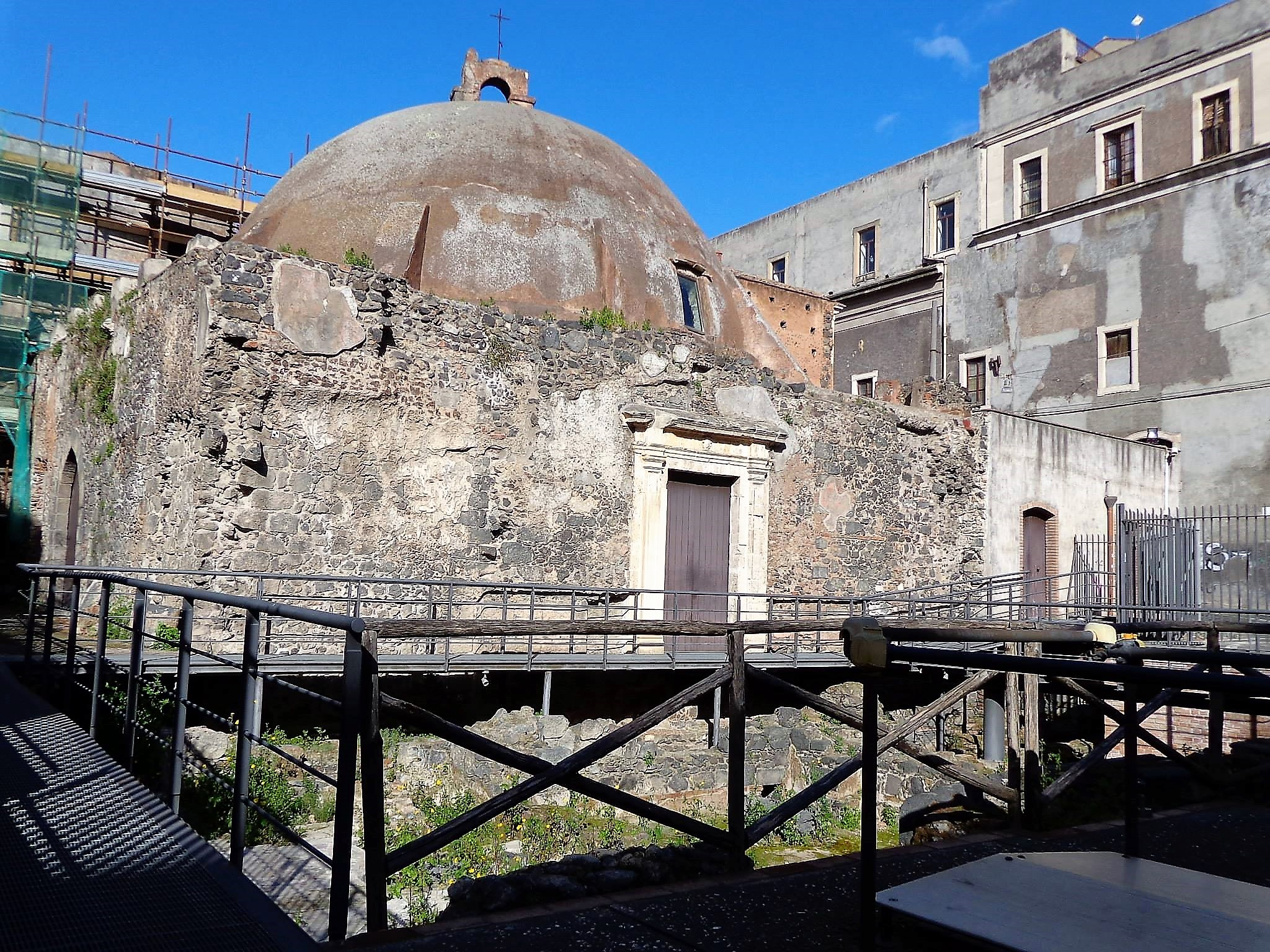
Chiesa di Santa Maria della Rotonda
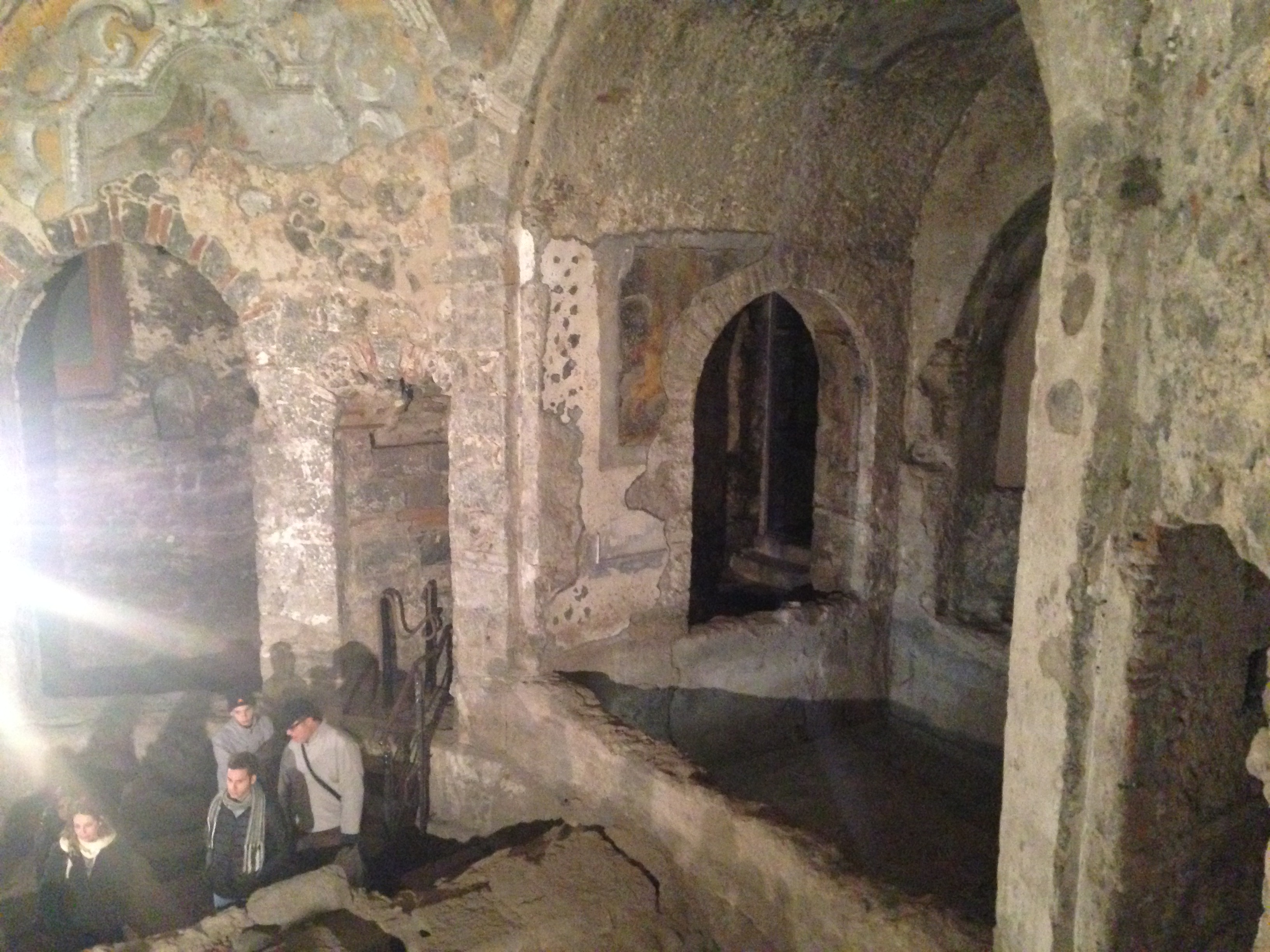
Interno della Chiesa di Santa Maria della Rotonda